# Джанкарло Джанини
Джанкарло Джанини е италиански актьор, озвучаващ артист (италианският глас на Ал Пачино в последните му години) и режисьор. Актьор с дълга и богата кариера, успял да пресъздаде на екрана различни образи – от обикновен работник до мафиотски бос, от комедия до драма, рецитирайки непринудено и на различни италиански диалекти.

## Биография

### Ранни години
Роден е в Специя на 1 август 1942 г. На десет години се премества със семейството си да живее в Неапол, където завършва Електроника, след което се премества в Рим, където учи актьорско майсторство в Националната академия за драматично изкуство „Силвио Д'Амико“.
В Рим на осемнадесет години дебютира в театъра в постановката „В памет на една дама“ (на италиански: „In memoria di una signora amica“) на режисьора Джузепе Патрони Грифи и с участието на Лила Бриньоне.
По-късно режисьорът Бепе Менегати му поверява ролята на Пък в романтичната комедия „Сън в лятна нощ“ по Уилям Шекспир. На сцената в театъра пожънва първите си големи успехи, най-вече благодарение на постановките „Вълчицата“ по новелата на Джовани Верга, където участва заедно с Ана Маняни, и „Ромео и Жулиета“ по Уилям Шекспир и двете под режисурата на Франко Дзефирели.

### Дебют в киното
След участието си в множество театрални и телевизионни продукции, през 1965 година дебютира в киното с роля във филма „Fango sulla metropoli“ на Джино Манджини. Следват още много други изяви, но достига популярността едва през 1965 г., когато изиграва главната роля в телевизионния сериал „Дейвид Копърфилд“, адаптация по едноименния роман на Чарлз Дикенс, с режисьор Антон Джулио Маяно, който няколко години по-късно ще го ръководи и във филма „E le stelle stanno a guardare“ (1971).
Изключително важна в този период е и срещата му с италианската режисьорка Лина Вертмюлер, с която в бъдеще ще работи често и която през 1967 г. му предлага неговата първа главна роля във филм. Заглавието на италиански е „Non stuzzicate la zanzara“ и в него Джанкарло Джанини играе заедно с Рита Павоне, но не успява да се наложи до 1970 г., когато участва в „Dramma della gelosia-Tutti i particolari in cronaca“ на Еторе Скола, където вече успешно започва да очертава образа на представител от най-бедните слоеве на обществото и който по-късно ще доведе до съвършенство в следващите си филми.

## Избрана филмография
| Година | Филм                               | Оригинално заглавие                 | Роля           | Режисьор            |
| ------ | ---------------------------------- | ----------------------------------- | -------------- | ------------------- |
| 1972   | Първата спокойна нощ               | La prima notte di quiete            | Спайдър        | Валерио Дзурлини    |
| 1976   | Невинният                          | L'innocente                         | Тулио Ермил    | Лукино Висконти     |
| 1979   | Пътуване с Анита                   | Viaggio con Anita                   | Гуидо Масачези | Марио Моничели      |
| 1989   | Нюйоркски истории (Живот без Зоуи) | New York Stories (Life Without Zoë) | Клаудио        | Франсис Форд Копола |
| 2001   | Ханибал                            | Hannibal                            | Риналдо Паци   | Ридли Скот          |
| 2006   | Казино Роял                        | Casino Royale                       | Рене Матис     | Мартин Кембъл       |
| 2008   | Спектър на утехата                 | Quantum of Solace                   | Рене Матис     | Марк Форстър        |